# Самјуел Шмид
Самјуел Шмид (Рити, Швајцарска, 8. јануар 1947) је швајцарски политичар и члан Швајцарске Народне Странке (SVP). Од 1. јануара 2001. је министар одбране, спорта и сигурности народа у Швајцарском савезном већу. Не ово место је изабран 6. децембра 2000.
Године 2004, одслужио је мандат као потпредседник Швајцарске а током 2005. био је и председник ове државе.